# Julie Dungern
Julie Dungern (auch Julie von Dungern; * 1822 in Augsburg; † 21. Februar 1886 in Mannheim) war eine deutsche Schriftstellerin, über deren Leben nichts bekannt ist.

## Werke
- Novellen. Neuhoff, Braunschweig 1864.
- Was sich schickt und den Leuten gefällt. Regeln des guten Tons für Söhne und Töchter gebildeter Stände. Kröner, Stuttgart 1866.
- Ein untröstlicher Wittwer. Lustspiel in 3 Abtheilungen von Octave Feuillet. Freie Bearbeitung. Bittner, Berlin 1869.
- Neue Mährchen und Sagen für die Jugend erzählt. Mit Illustrationen von Carl Offterdinger. Kröner, Stuttgart 1870.
- Kleine Geschichten für artige Kinder. Kröner, Stuttgart 1870.
- Neue Thiergeschichten für meine lieben kleinen Thierfreunde. Lauterborn, Ludwigshafen 1875. (Digitalisat)
- Kartenhäuser. Roman. Aus dem Englischen übersetzt. Lauterborn, Ludwigshafen 1875. (Digitalisat)
- Unter dem Schleier. Novelle. Lauterborn, Ludwigshafen 1876. (Digitalisat)
- Dreißig neue Erzählungen für die Jugend. Lauterborn, Ludwigshafen 1876. (Digitalisat)
- Des Pfalzgrafen Brief, oder: Wie ein Goeler von geistlichem Stand wieder weltlich ward. Erzählung aus der Familiengeschichte der Freiherren Goeler von Ravensburg. Von Julie Dungern. Nebst einer Einleitung, enthaltend die Übersicht der Goeler’schen Familiengeschichte. Winter, Heidelberg 1879. (Digitalisat)
- Erzählungen für die reifere Jugend. Mit Bildern von Adolf Eberle. Kröner, Stuttgart 1870.
- Gute Freunde. Schöne Erzählungen aus dem Tierreich. 3. Aufl. Mit 8 Chromolithographien. Düms, Wesel 1881.
- Kleine Erzählungen aus dem Tierleben. Mit einem Anhang: Tierfabeln. Kröner, Stuttgart 1883.
- Märchen und Sagen der Jugend erzählt. Kröner, Stuttgart 1880.
- Märchen und Sagen. Kröner, Stuttgart 1881.
- Ungleich. Novelle. Weber, Heilbronn um 1900.
- Das Kreuz im Walde. Novelle. Weber, Heilbronn (Ohne Jahresangabe).